# Trinity (álbum de Revolution Renaissance)
Trinity es el tercer y último álbum de estudio de la banda Revolution Renaissance, realizado el 24 de septiembre de 2010 

## Lista de canciones
1. "Marching With the Fools"  - 5:07
2. "Falling to Rise" - 4:12
3. "A Lot Like Me" - 4:32
4. "The World Doesn`t Get To Me" - 4:24
5. "Crossing the Rubicon" - 5:18
6. "Just Let It Rain" - 4:34
7. "Dreamchild" - 4:30
8. "Trinity" - 10:16
9. "Frozen Winter Heart" - 4:27

## Miembros
- Timo Tolkki - Guitarra (2008–2010)
- Gus Monsanto - Voz (2008–2010)
- Bruno Agra - Batería (2008–2010)
- Magnus Rosén - Bajo (2009–2010)
- Bob Katsionis - Teclados (2010)

- Datos: Q1949622